# Kerstmarkt

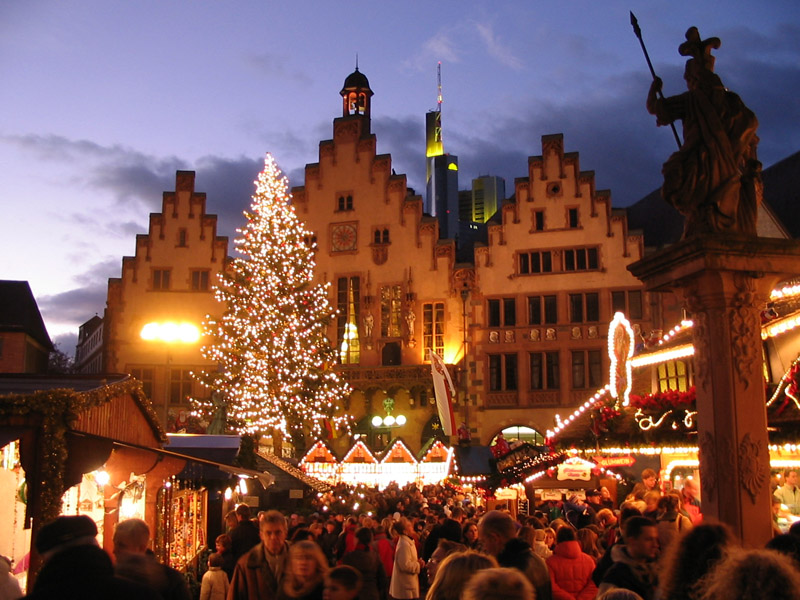
Kerstmarkt in Frankfurt am Main (2003)

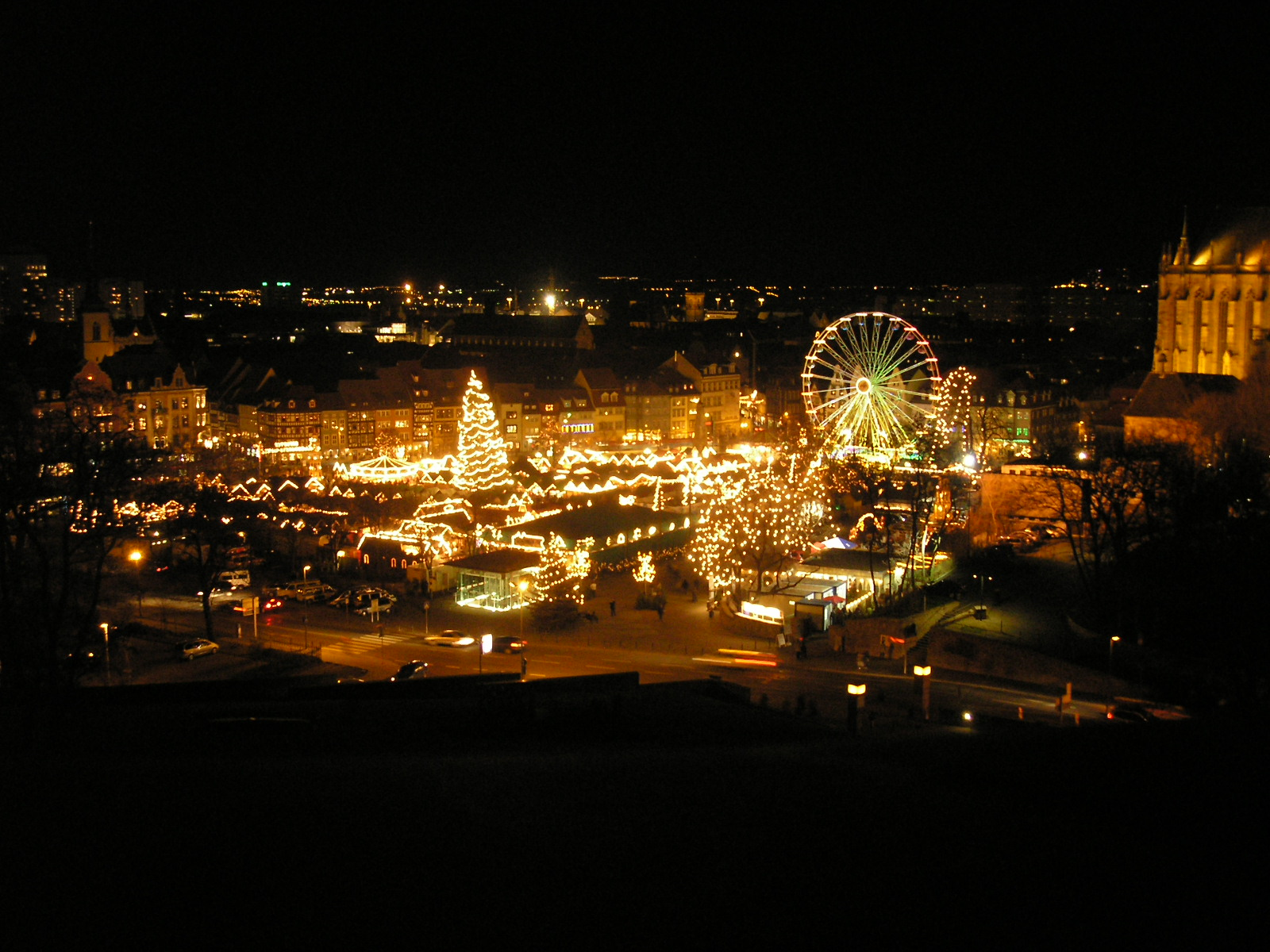
Kerstmarkt in Erfurt (2006)

De kerstmarkt (Duits: Weihnachtsmarkt) is een markt die, eenmalig of vaak wel enkele weken lang, voor Kerstmis wordt gehouden. Dit is vooral een gebruik op pleinen in (grote) steden in Duitsland, Oostenrijk en Zwitserland, maar ook in België en Nederland.
Op een kerstmarkt, die dikwijls in de open lucht wordt gehouden, staan diverse kraampjes, soms in de vorm van een klein huisje, met kerstartikelen zoals kerstballen, kaarsen, maar ook eten en drinken, zoals glühwein.

## Kerstmarkten

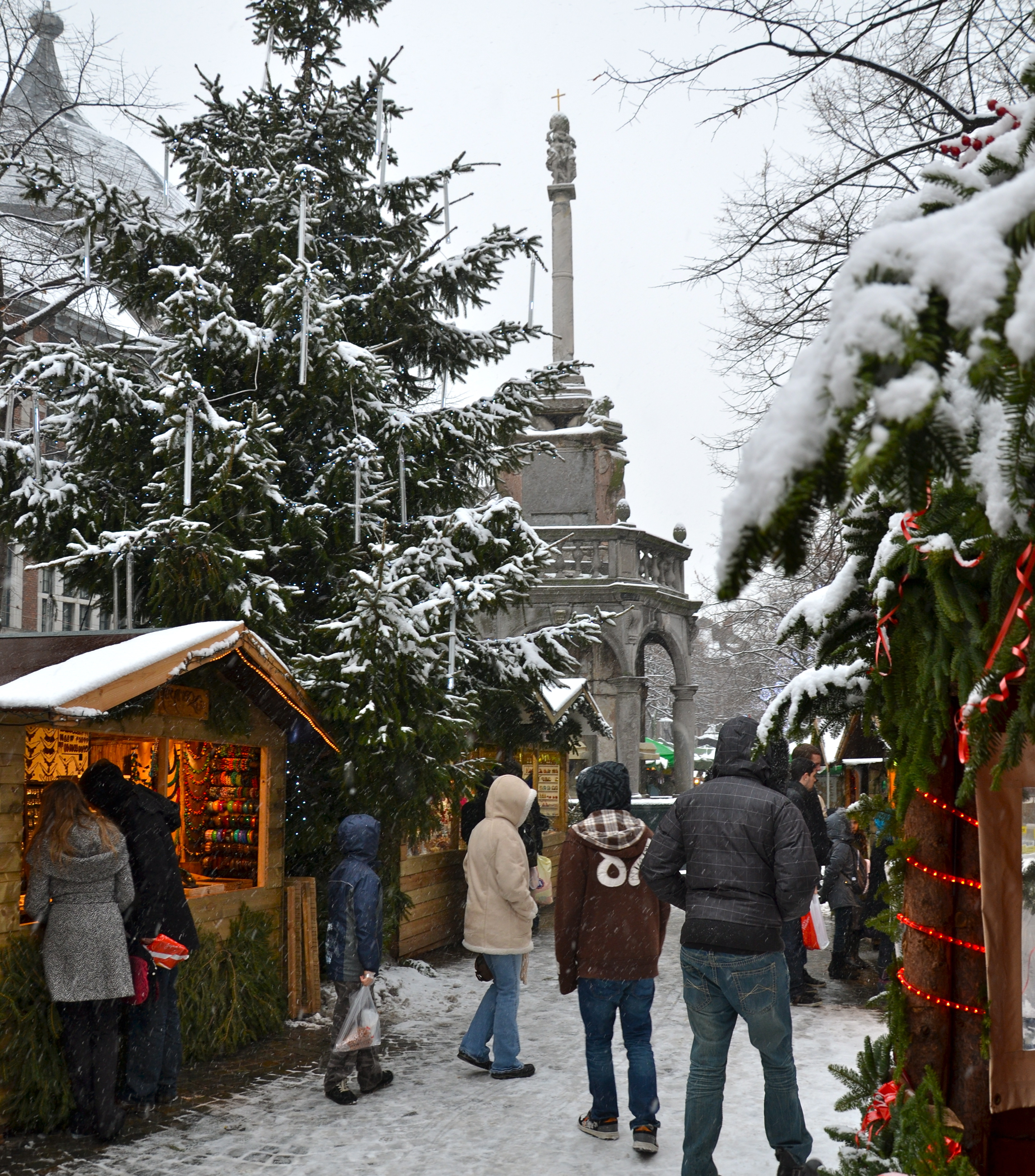
Village de Noël in Luik (2010)

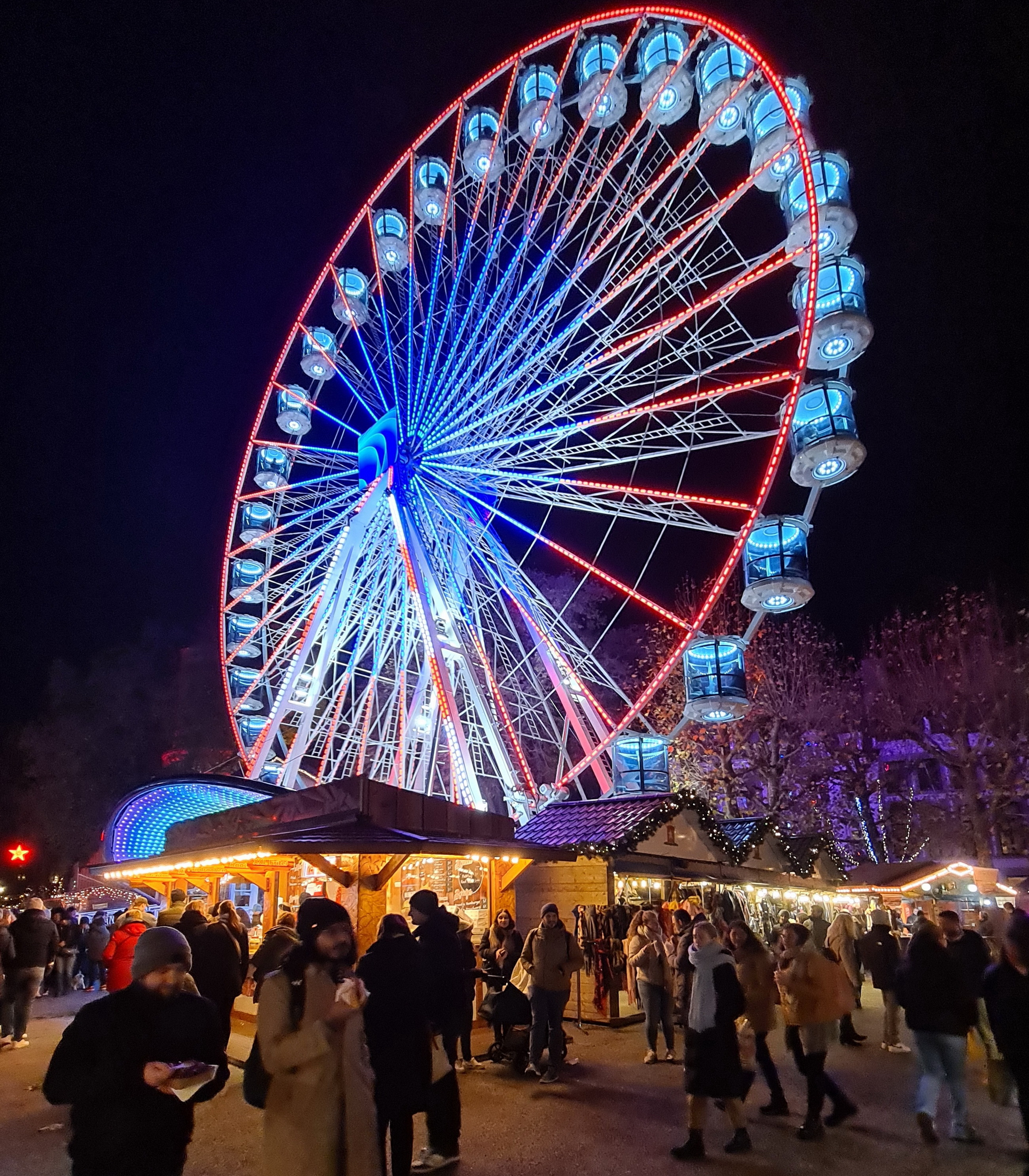
Kerstmarkt Magisch Maastricht (2022)

### Nederland
In Nederland wordt op vele plaatsen een kerstmarkt gehouden. Enkele grotere en bekende kerstmarkten in Nederland zijn de kerstmarkt in de Gemeentegrot in Valkenburg, de kerstmarkt van Dordrecht en de Country & Christmas Fair bij Kasteel de Haar in Haarzuilens.

### België
In België zijn er kerstmarkten, vaak op de Grote Markt, in onder andere Antwerpen, Brugge, Brussel, Gent, Leuven en Luik. De oudst bekende kerstmarkt in het Waals gewest is die van Warnach. De kerstmarkt in Luik (Village de Noël de Liège) op de Place Saint-Lambert is de grootste in België.

### Duitsland
In Duitsland hebben traditioneel bijna alle grotere plaatsen een kerstmarkt. De bekendste worden gehouden in Aken, Augsburg, Dortmund, Dresden, Düsseldorf, Erfurt, Frankfurt am Main, Hamburg, Keulen, Neurenberg en Stuttgart.
In kleine vorm worden er op basisscholen ook wel kerstmarkten met zelfgemaakte artikelen georganiseerd. Soms is de opbrengst voor een goed doel of voor de school.
In 2016 vond een terroristische aanslag plaats bij de kerstmarkt van Berlijn en in 2024 in Maagdenburg.

### Zwitserland
Zwitserland is een van de meest populaire landen voor kerstmarkten. De bekendste zijn in Bazel, Montreux, Zürich, Bern, Luzern en Lugano. De Basler Weihnachtsmarkt in Bazel werd eerder uitgeroepen tot de beste kerstmarkt van Zwitserland. De grootste kerstmarkt van Zwitserland met 160 kramen ligt aan de promenade aan de oevers van Lac Léman. Een hoogtepunt is de komst van de kerstman elke avond in de schemering terwijl zijn vuurwerkspuwende slee door de lucht vliegt.

### Frankrijk
In Straatsburg in de Elzas wordt al sinds de middeleeuwen een kerstmarkt (marché de l'Avent) gehouden. Dit werd later de Christkindelsmärik of marché de l'Enfant Jésus. In 2019 trokken de kerstmarkten op verschillende plaatsen in de stad 2,5 miljoen bezoekers.

## Winterevenementen
Een kerstmarkt kan een onderdeel zijn van een kerst- of winterevenement, dat vaak van begin december tot begin januari duurt. Deze evenementen nemen steeds meer in populariteit toe. Voorbeelden zijn het Dickens Festijn in Deventer, Magisch Maastricht, Valkenburg Kerststad, Eindhoven Winterstad en Winter Boulevard Breda.
Centraal op deze evenementen staan de Kerstman, een kerststal, een kerstboom, vaak ook een ijsbaan, soms ijssculpturen, een reuzenrad en andere kermisattracties, alles feeëriek verlicht en omrand met kerstmuziek. In Valkenburg en Deventer vinden ook kerstparades plaats, waarbij lokale vrijwilligers verkleed als kerstfiguren door de stad lopen.
In diverse Europese steden is er een speciaal op homoseksuelen gericht winterevenement onder de naam Pink Christmas. In Duitstalige steden bestaat deze meestal uit een speciale kerstmarkt, in Stockholm is het een week met gevarieerde activiteiten. Van 2008 t/m 2012 was er ook een Pink Christmas in Amsterdam.